# 哈瓦那
哈瓦那（發音：[la aˈβana] ⓘ），當地使用漢語者舊稱灣京或夏灣拿，为古巴的首都，主要城市以及商业中心。城市人口有240万人。是古巴和加勒比海国家里最大的城市。城市分别向西和向南延伸，内有三个港口：Regla、Guanabacoa和Atarés。阿尔门达雷斯河从南到北贯穿整个城市，注入佛罗里达海峡。它位于古巴的西北部海岸，被哈瓦那省包围，距离佛罗里达州的基韦斯特南部144千米。地理位置是北纬23度8分、西经82度23分。
西班牙腓力二世国王于1592年授予哈瓦那城市的封号，并于1634年由皇家頒佈其「通往新世界的钥匙和西印度群岛的堡垒」封号以正式确认该市的重要地位。这个封号铭刻在哈瓦那的盾章上。西班牙人开始修建防御工事，在1553年政府所在地从岛上最东面的圣地亚哥迁到了哈瓦那，从而使哈瓦那成为实际意义上的首都（de facto capital）。修建港口防御工事的重要性最早是由于当时英国、法国以及荷兰的海盗在16世纪袭击该城市。而在1898年，美国緬因號戰艦在哈瓦那港口沉船事件是美西战争的导火索。
现在，哈瓦那是古巴国务委员会、古巴全国人大和古巴共产党中央委员会所在地，许多政体机构以及商业总部也都设在那里。

## 历史

### 早期
1519年，西班牙殖民者在古巴北部海岸哈瓦那灣的西邊半島建城，辦公的首府位於武器廣場的總督官邸。當時，古巴頻繁的受到來自海盜和敵國船隊的侵襲。於是西班牙人想利用哈瓦那灣開口細長，腹部寬廣的特點來「藏」住整個城市。舊城曾經被法國人用兩艘大帆船輕易占領，西班牙人開始在海灣出口的兩邊分別建造起墨龍要塞、聖薩爾瓦多德拉本達城堡和皇家軍隊城堡等防禦工事來抵擋外來入侵，同時又修建起高牆圍住整個舊城。城牆每天晚上九點關閉，次日一早開啟。由此，哈瓦那舊城集中在海灣西邊半島上發展起來。
1592年12月20日，西班牙國王菲利普二世授予哈瓦那城市稱號。後來，這座城市將被西班牙王室正式指定為「新世界的鑰匙和西印度群島的壁壘」 。與此同時，繼續努力建設或改善城市的防禦性基礎設施。1607年，哈瓦那成为当时属西班牙殖民地的古巴首都。
哈瓦那在 17 世紀大幅擴張。新建築是用島上最豐富的木材材料建造的，建築物結合了各種伊比利亞建築的風格，並大量借鑒了安的列斯群島的特色。在此期間，該市還建造了公民紀念碑和宗教建築。包括聖奧古斯丁修道院、El Morro城堡、Humilladero 教堂、聖拉薩羅醫院等設施，也都是在這個時代完成的。
1649 年，一場從哥倫比亞卡塔赫納帶來的致命流行病，影響了哈瓦那三分之一的人口。1665年11月30日，西班牙國王費利佩四世的遺孀奧地利的瑪麗亞納批准了古巴的紋章盾牌，該盾牌以哈瓦那的前三座城堡為象徵圖案：皇家富爾扎城堡、特雷斯桑托斯雷耶斯馬格斯德爾莫羅城堡和聖薩爾瓦多德拉蓬塔。盾牌上還展示了一把象徵性的金鑰匙，代表「通往海灣的鑰匙」的標題。1674 年，作為防禦工事的一部分，哈瓦那城牆工程開工。並在1740年完成。
到了18世紀中葉，哈瓦那有七萬多居民，是當時美洲地區的第三大城市，僅次於利馬和墨西哥城，但領先於波士頓和紐約。

### 18至19世紀
在18世紀，哈瓦那是西班牙在新世界殖民地里的重要港口，因為它擁有可以改裝船隻的設施，到1740年，它已成為西班牙最大、最活躍的造船廠，也是新世界上唯一的干船塢，1762年6月6日黎明時分，一支由50多艘船隻和11,000多名皇家海軍和陸戰隊組成的英國聯合部隊駛入古巴水域，並在哈瓦那以東兩棲登陸後夺取哈瓦那。英國立即開放了與北美和加勒比殖民地的貿易，導致古巴社會迅速轉型。哈瓦那被佔領後不到一年，三個交戰大國簽署了《巴黎和約》，從而結束了七年戰爭。英国和西班牙对换古巴与佛罗里达。哈瓦那又归西班牙管制。
收復這座城市後，西班牙人將哈瓦那變成美洲防禦最嚴密的城市。並開始建設拉卡瓦尼亞堡壘（La Cabaña），這是繼位於波多黎各聖胡安的卡斯蒂略聖克里斯托瓦爾堡和聖費利佩海角城堡之後，新世界第三大西班牙的防禦堡壘。1796年1月15日，克里斯托弗·哥倫布的遺體從聖多明各運到島上紀念，直到1898年被轉移到塞维利亚主教座堂。
隨著19世紀的到來，加勒比和北美各州之間的貿易增加，哈瓦那成為一個繁榮和時尚的城市。哈瓦那劇院以那個時代最傑出的演員為特色，中產階級的繁榮，也促使城市開始興建各種昂貴的新古典主義豪宅被在此期間，哈瓦那曾被譽為「安的列斯群島的巴黎」。1837年，哈瓦那的第一條鐵路建成，在哈瓦那和貝胡卡爾之間延伸約51公里（32英里） ，用於將糖從圭內斯山谷運送到港口。古巴由此成為世界上第五個擁有鐵路的國家，整個世紀以來，哈瓦那都因建設額外的文化設施而變得更加豐富，例如世界上最豪華的哈瓦那大剧院，直到1886年，奴隸制在古巴為合法的事實，曾引起了美國南部聯盟國陣營的興趣，包括黃金圈騎士團曾意圖創建黃金圈的計劃，藉由吞併哈瓦那使古巴滅亡，並主張新的領土應由美國吞併，以極大地增加奴隸制國家的數量為，但在1865年，美利堅聯盟國在南北战争中戰敗後，這個計畫失敗了，許多前奴隸主則搬到哈瓦那，繼續經營種植園。
1863年，哈瓦那城牆被推倒以擴大城市面積。19世紀末，哈瓦那見證了西班牙人在美洲的最後時刻。

### 近代
20世紀初，由於哈瓦那舊城的街道過於狹窄，無法滿足人們對於修建更多酒店等娛樂場所的需要，原古巴共和國巴蒂斯塔政權已經決定拆除這一地區，並制定好一些列拆除改造計劃。不過，這些計劃最終由於卡斯楚的革命而擱淺。
1959年古巴革命之後，古巴政府將發展中心轉移到了農村等廣大地區上，哈瓦那舊城的發展和改造逐漸停滯。

## 地理
哈瓦那位於佛羅里達海峽沿岸的古巴北部海岸，位於佛羅里達群島以南，墨西哥灣在此與大西洋相連。這座城市主要從海灣向西和向南延伸，海灣通過一個狹窄的入口進入，分為三個主要港口：馬里梅萊納港、瓜納巴科阿港和阿塔雷斯港。阿爾門達雷斯河從南到北橫穿城市，並在海灣以西幾英里處進入佛羅里達海峽。
哈瓦那的城市大致坐落在低矮的山丘上，值得注意的海拔區包含是200英尺高（60公尺）的石灰岩山脊，從城市東部向上傾斜，並在小屋（La Cabaña）和莫羅城堡的高度達到頂峰。

### 气候
哈瓦那當地為熱帶氣候。
| 哈瓦那(1961–1990, 极端数据1859–现在)                     | 哈瓦那(1961–1990, 极端数据1859–现在) | 哈瓦那(1961–1990, 极端数据1859–现在) | 哈瓦那(1961–1990, 极端数据1859–现在) | 哈瓦那(1961–1990, 极端数据1859–现在) | 哈瓦那(1961–1990, 极端数据1859–现在) | 哈瓦那(1961–1990, 极端数据1859–现在) | 哈瓦那(1961–1990, 极端数据1859–现在) | 哈瓦那(1961–1990, 极端数据1859–现在) | 哈瓦那(1961–1990, 极端数据1859–现在) | 哈瓦那(1961–1990, 极端数据1859–现在) | 哈瓦那(1961–1990, 极端数据1859–现在) | 哈瓦那(1961–1990, 极端数据1859–现在) | 哈瓦那(1961–1990, 极端数据1859–现在) |
| 月份                                                     | 1月                                  | 2月                                  | 3月                                  | 4月                                  | 5月                                  | 6月                                  | 7月                                  | 8月                                  | 9月                                  | 10月                                 | 11月                                 | 12月                                 | 全年                                 |
| -------------------------------------------------------- | ------------------------------------ | ------------------------------------ | ------------------------------------ | ------------------------------------ | ------------------------------------ | ------------------------------------ | ------------------------------------ | ------------------------------------ | ------------------------------------ | ------------------------------------ | ------------------------------------ | ------------------------------------ | ------------------------------------ |
| 历史最高温 °C（°F）                                      | 32.4 (90.3)                          | 33.0 (91.4)                          | 35.3 (95.5)                          | 37.0 (98.6)                          | 36.2 (97.2)                          | 35.4 (95.7)                          | 36.6 (97.9)                          | 37.7 (99.9)                          | 38.2 (100.8)                         | 39.6 (103.3)                         | 34.0 (93.2)                          | 33.2 (91.8)                          | 39.6 (103.3)                         |
| 平均高温 °C（°F）                                        | 25.8 (78.4)                          | 26.1 (79.0)                          | 27.6 (81.7)                          | 28.6 (83.5)                          | 29.8 (85.6)                          | 30.5 (86.9)                          | 31.3 (88.3)                          | 31.6 (88.9)                          | 31.0 (87.8)                          | 29.2 (84.6)                          | 27.7 (81.9)                          | 26.5 (79.7)                          | 28.8 (83.8)                          |
| 日均气温 °C（°F）                                        | 22.2 (72.0)                          | 22.4 (72.3)                          | 23.7 (74.7)                          | 24.8 (76.6)                          | 26.1 (79.0)                          | 27.0 (80.6)                          | 27.6 (81.7)                          | 27.9 (82.2)                          | 27.4 (81.3)                          | 26.1 (79.0)                          | 24.5 (76.1)                          | 23.0 (73.4)                          | 25.2 (77.4)                          |
| 平均低温 °C（°F）                                        | 18.6 (65.5)                          | 18.6 (65.5)                          | 19.7 (67.5)                          | 20.9 (69.6)                          | 22.4 (72.3)                          | 23.4 (74.1)                          | 23.8 (74.8)                          | 24.1 (75.4)                          | 23.8 (74.8)                          | 23.0 (73.4)                          | 21.3 (70.3)                          | 19.5 (67.1)                          | 21.6 (70.9)                          |
| 历史最低温 °C（°F）                                      | 6.0 (42.8)                           | 11.9 (53.4)                          | 10.0 (50.0)                          | 15.1 (59.2)                          | 15.4 (59.7)                          | 20.0 (68.0)                          | 19.0 (66.2)                          | 20.0 (68.0)                          | 20.0 (68.0)                          | 18.0 (64.4)                          | 14.0 (57.2)                          | 10.0 (50.0)                          | 6.0 (42.8)                           |
| 平均降雨量 mm（）                                        | 64.4 (2.54)                          | 68.6 (2.70)                          | 46.2 (1.82)                          | 53.7 (2.11)                          | 98.0 (3.86)                          | 182.3 (7.18)                         | 105.6 (4.16)                         | 99.6 (3.92)                          | 144.4 (5.69)                         | 180.5 (7.11)                         | 88.3 (3.48)                          | 57.6 (2.27)                          | 1,189.2 (46.84)                      |
| 平均降雨天数（≥ 1.0 mm）                                 | 5                                    | 5                                    | 3                                    | 3                                    | 6                                    | 10                                   | 7                                    | 9                                    | 10                                   | 11                                   | 6                                    | 5                                    | 80                                   |
| 平均相對濕度（％）                                       | 75                                   | 74                                   | 73                                   | 72                                   | 75                                   | 77                                   | 78                                   | 78                                   | 79                                   | 80                                   | 77                                   | 75                                   | 76                                   |
| 月均日照時數                                             | 217.0                                | 203.4                                | 272.8                                | 273.0                                | 260.4                                | 237.0                                | 272.8                                | 260.4                                | 225.0                                | 195.3                                | 219.0                                | 195.3                                | 2,831.4                              |
| 日均日照時數                                             | 7.0                                  | 7.2                                  | 8.8                                  | 9.1                                  | 8.4                                  | 7.9                                  | 8.8                                  | 8.4                                  | 7.5                                  | 6.3                                  | 7.3                                  | 6.3                                  | 7.8                                  |
| 来源1：世界气象组织,Climate-Charts.com                   |                                      |                                      |                                      |                                      |                                      |                                      |                                      |                                      |                                      |                                      |                                      |                                      |                                      |
| 来源2：Meteo Climat (极高、极低值记录),德国气象局 (日照) |                                      |                                      |                                      |                                      |                                      |                                      |                                      |                                      |                                      |                                      |                                      |                                      |                                      |

### 地區
哈瓦那分為15個基層行政區劃或自治市鎮，進一步細分為105個小區(consejos Populares)。其中包括：
1. 普拉亞: 聖塔菲（Santa Fe）、 Siboney、Cubanacán、Ampliación Almendares、米拉馬爾（Miramar）、Sierra, Ceiba、Buena Vista。
2. 革命广场: El Carmelo, Vedado-Malecón、 Rampa、 Príncipe、 Plaza、Nuevo Vedado-Puentes Grandes、 Colón-Nuevo Vedado、韋達多（Vedado）。
3. 中哈瓦那: Cayo Hueso、Pueblo Nuevo、Los Sitios、Dragones、Colón.
4. 哈瓦那舊城: Prado、Catedral、laza Vieja、 Belén、San Isidro、 Jesús María、Tallapiedra。
5. 雷格拉: Guaicanimar, Loma Modelo、Casablanca.
6. 東哈瓦那: Camilo Cienfuegos、 Cojímar, Guiteras, Alturas de Alamar, Alamar Este, Guanabo, Campo Florido, Alamar-Playa.
7. 瓜納瓦科阿: Mañana-Habana Nueva, Villa I、Villa II、 Chivas-Roble、Debeche-Nalon、 Hata-Naranjo, Peñalver-Bacuranao, Minas-Barreras.
8. 聖米格爾德爾帕德龍: Rocafort, Luyanó Moderno, Diezmero, San Francisco de Paula、Dolores-Veracruz、Jacomino.
9. 十月十日鎮: Luyanó、Jesús del Monte、Lawton、Vista Alegre、Goyle、Sevillano、La Víbora、Santos Suárez、Tamarindo>
10. 塞羅: Latinoamericano、 Pilar-Atares,、Cerro、Las Cañas、El Canal、 Palatino、Armada.
11. 馬里亞瑙: CAI-Los Ángeles、Pocito-Palmas、Zamora-Cocosolo、Libertad、Pogoloti-Belén-Finlay、Santa Felicia.
12. 拉麗薩 : Alturas de La Lisa、 Balcón Arimao, El Cano-Valle Grande-Bello 26 y Morado, Punta Brava, Arroyo Arenas, San Agustín, Versalles-Coronela.
13. 博耶羅斯: Santiago de Las Vegas、 Nuevo Santiago、 Boyeros、 Wajay, Calabazar、Altahabana-Capdevila、Armada-Aldabó.
14. 阿羅約納蘭霍: Los Pinos、 Poey、Víbora Park、 Mantilla、Párraga、Calvario-Fraternidad、Guinera、Eléctrico、Managua、 Callejas.
15. 科托羅: San Pedro-Centro Cotorro、Santa Maria del Rosario、Lotería、Cuatro Caminos、 Magdalena-Torriente、 Alberro.

## 政府

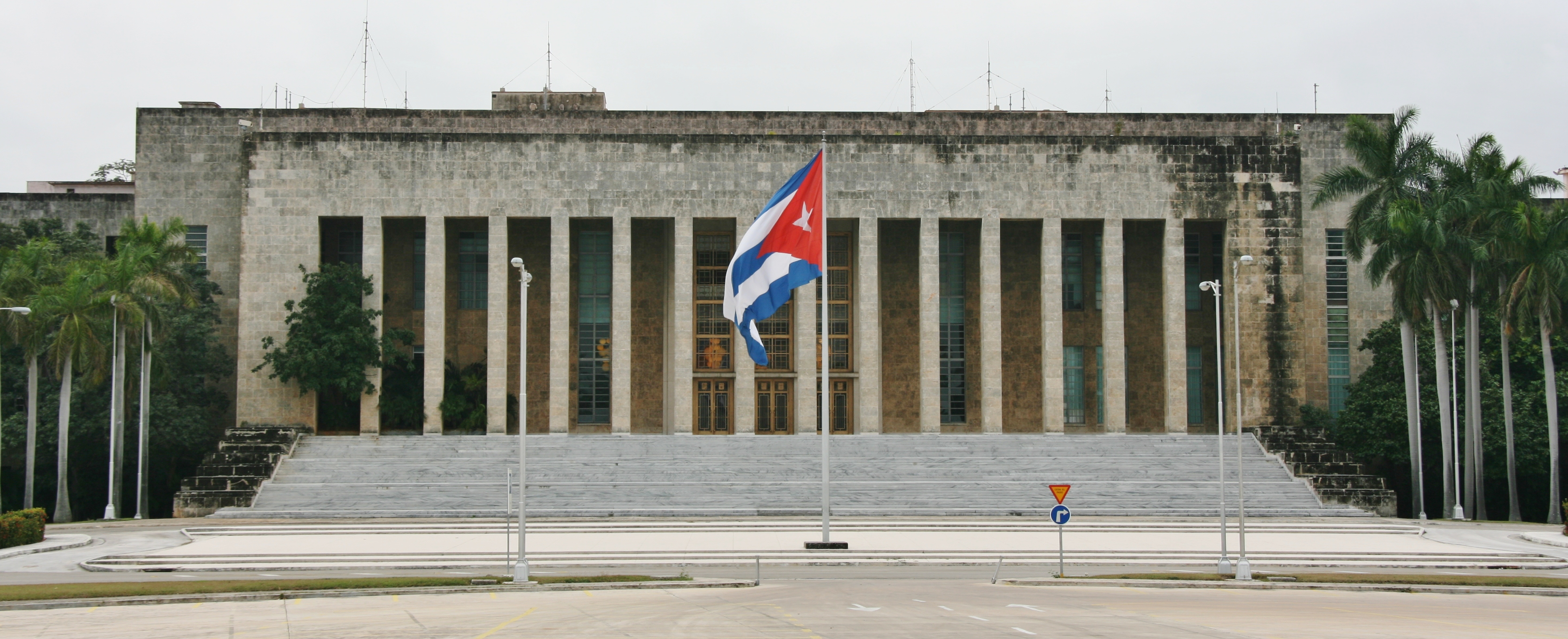
古巴共產黨中央委員會

哈瓦那現任州長是雷納爾多·加西亞·薩帕塔（Reinaldo García Zapata），他於2020年1月18日當選。該市由市省議會管理，州長為首席行政官，因此哈瓦那既是古巴的城市，又是古巴的省。該市幾乎沒有自治權，並且依賴於國家政府，特別是在其大部分預算和整體政治方向上。
國家政府總部設在哈瓦那，在城市扮演著極其顯眼的角色，此外，許多國家機構的無所不包的權威導致古巴市政府的實質作用下降，儘管如此，古巴市政府仍然為程式提供許多基本服務，並投入在地方教育、醫療保健、城市公共交通、垃圾收集、小型工業、農業等議題。
哈瓦那每每五年將舉辦選舉，推舉出市政議會的代表，市政議會負責該市的每個行政區。這些議會選舉區長和副市長，相當於其他省份的市長和副市長的地位。由於古巴只有一個政黨古巴共产党，但由於必須至少有兩名候選人，共產黨員經常相互競爭。候選人不需要是黨員。他們由公民在每個選區的公開會議上直接提名。自治市鎮內的市議會代表依次選舉省議會成員（直到2019年為省議會）。
在哈瓦那，省議會大致擔任市議會；其總統任命州長和副州長，他們分別擔任哈瓦那市長和副市長，可以由理事會選舉產生，也可以由總統任命並經理事會確認。該市的國民議會代表直接選舉產生，部分候選人由地方提名。人民委員會（Consejos Populares）則是由城市代表組成，他們選舉一名全職代表主持該機構。這些委員會直接負責城市的社區和設施。此外，還有“群眾組織”和地方政府機構、行業和服務部門的代表的參與。

## 人口
截至2012年底官方人口普查，古巴約有19.1%的人口居住在哈瓦那。總計人口為2,106,146人。該市出生人口的平均預期壽命為76.81歲，2009年，全市艾滋病病毒感染者/艾滋病患者1924人中，其中男性佔78.9%，女性佔21.1%。與其他加勒比國家一樣，與許多其他拉丁美洲國家相比，哈瓦那（以及整個古巴）幾乎沒有混血兒，因為在西班牙征服的最早時期，泰諾族幾乎被歐洲地區散播的疾病消滅了。
根據2012年官方人口膚色普查，居住在哈瓦那的人種由多至少為（古巴人口普查和類似研究使用術語“膚色”並非“種族”）：
- 白人: 58.4%（祖先來自西班牙的歐裔居多）[15]
- 麥士蒂索人或穆拉托人: 26.4%
- 黑人: 15.2%
- 亞洲人: 0.2%[15]

哈瓦那的人口在20世紀上半葉迅速增長，在1943年的人口普查中達到100萬居民。城市也從邊界擴展到馬里亞瑙、雷格拉和瓜納巴科亞等鄰近城市。從1980年代開始，由於平衡的發展政策、低出生率、相對較高的海外移民率和國內移民的控制，這導致哈瓦那人口增長開始放緩。由於城市和國家的低出生率和高預期壽，哈瓦那的年齡結構與已開發國家相似，哈瓦那的老年人比例甚至高於整個國家。
此外19世紀中葉，西班牙殖民者把菲律賓帶著工作合同的少數華人（主要是廣東人的祖先）帶到了這座城市，在完成8年的合同後，許多中國移民最後在哈瓦那永久定居。在革命前，哈瓦那的中國人口數超過20萬，該地區生活的華裔至少約10萬人。母語主要是粵語的華裔目前約有 400人。此外，大約有3,000名俄羅斯人住在城市裡；據俄羅斯駐哈瓦那大使館報導，大多數是嫁給曾在蘇聯學習過的古巴人的女性。哈瓦那也為其他規模不詳的非本土人口提供庇護。共有有數千名北非青少年和難民居住在城市。
當前，古巴政府控制人員進入哈瓦那，理由是哈瓦那大都市區（該國近20%的人口居住）的範圍內，在土地使用、水、電、交通和城市基礎設施的其他要素使用率不堪重負。

## 友好城市
- 中国北京
- 西班牙马德里
- 英国格拉斯哥
- 土耳其安卡拉
- 斯里巴卡旺市
- 西班牙巴塞隆拿
- 塞爾維亞貝爾格萊德
- 哥伦比亚波哥大
- 羅馬尼亞康斯坦察
- 秘魯庫斯科
- 土耳其埃斯基謝希爾
- 巴西佛羅安那波里
- 西班牙希洪
- 伊朗伊斯法罕
- 墨西哥莱昂
- 英国倫敦
- 菲律賓馬尼拉
- 白俄羅斯明斯克
- 美国莫比爾
- 墨西哥瓦哈卡市
- 阿尔及利亚瓦赫蘭
- 荷蘭鹿特丹
- 俄羅斯聖彼得堡
- 聖多明哥
- 巴西聖保羅
- 西班牙塞维利亚
- 葡萄牙辛特拉
- 伊朗德黑蘭
- 墨西哥提華納